# كريس براوننج
كريس براوننج (بالإنجليزية: Chris Browning)‏ هو ممثل أمريكي بدأ مسيرته الفنية عام 1987.

## الأعمال
- 10 إلى يوما
- المدمر: الخلاص
- كتاب إيلاي
- الموقف الأخير
- الجسر
- أبناء الفوضى
- بونز
- كاسل
- سوبرغيرل

## وصلات خارجية
- كريس براوننج على موقع IMDb (الإنجليزية)
- كريس براوننج على موقع ألو سيني (الفرنسية)
- كريس براوننج على موقع أول موفي (الإنجليزية)
- كريس براوننج على موقع قاعدة بيانات الأفلام السويدية (السويدية)
- كريس براوننج على موقع قاعدة بيانات الفيلم (الإنجليزية)
- كريس براوننج على موقع كينوبويسك (الروسية)